# Goniothalamus amplifolius
Goniothalamus amplifolius är en kirimojaväxtart som beskrevs av B. J. Conn och Kipiro Q. Damas. Goniothalamus amplifolius ingår i släktet Goniothalamus och familjen kirimojaväxter. Inga underarter finns listade i Catalogue of Life.